# 趙歇
趙 歇（ちょう あつ/ちょう けつ、拼音：Zhao Xie、? - 紀元前205年）は、中国の戦国時代から秦滅亡後にかけての人物。戦国時代に王号を称した趙の公族の末裔であり、陳勝・呉広の乱による秦朝の動乱に際して、趙王に擁立された。

## 生涯
前209年7月、陳勝・呉広の乱が発生すると、陳勝軍の武将の一人であった武臣は趙の地で趙王への即位を宣言したが、彼に不満を持っていた部下の李良の裏切りに遭い暗殺された。これに対し難を逃れた陳余と張耳は、かつての戦国時代の趙王家の末裔であった趙歇を趙王として擁立した。
前206年、秦の首都が劉邦によって陥落させられ、項羽によって破壊されて秦が滅亡すると、項羽は趙の地を代と恒山に分割し、趙歇を代王に、張耳を恒山王に封じた。しかし張耳の盟友であった陳余は、王爵を受けた張耳よりも待遇の低い南皮侯に封じられたのみであり、これに不満を持っていた陳余は前205年、同じく論功行賞に不満があった田栄が斉王田都を殺して新たに斉王を称し項羽に反旗を翻すと、これに乗じて田栄より兵を借りて張耳とその一族を攻め、張耳は国を捨てて漢の劉邦の元に逃れた。この際に趙歇は陳余に擁立されて改めて趙王を称し、陳余自身は代王を称した。なお陳余自身は傅として趙の国に留まって趙歇の元で国政の実務を担い、代の地には腹心の夏説を相国として派遣し統治を行わせた。
前205年10月、井陘の戦いにて陳余が漢の将軍であった韓信に敗れて、漢の武将の張蒼に捕らえられて泜水のほとりで処刑されると、逃亡した趙歇も襄国で捕らえられて処刑され、劉邦によって新たな趙王には張耳が封じられた。